# Аулепа
А́улепа (ест. Aulepa küla, швед. Dirslätt) — село в Естонії, у волості Ляене-Ніґула повіту Ляенемаа.

## Населення
Чисельність населення на 31 грудня 2011 року становила 12 осіб.

## Географія
Село розташоване на відстані 11 км від Пюрксі та 24 км від міста Хаапсалу.
Через територію села проходять автошляхи 11230 (Гар'ю-Рісті — Ріґулді — Винткюла) та 16122 (Ниммкюла — Аулепа — Естербю).

## Історія
Населений пункт вперше згадується в історичних документах 1540 року під назвою Dyrschleven. У 1565 році для поселення використовується назва Degerslett, а 1683 року — Dirschlet.
З 1998 року для Аулепа затверджена друга офіційна назва села шведською мовою — Dirslätt.
До 21 жовтня 2017 року село входило до складу волості Ноароотсі.